# Бендер-Дейлем
Бенде́р-Дейле́м (перс. بندر دیلم‎) — портовый город на юге Ирана, в провинции Бушир. Административный центр шахрестана  Дейлем. Седьмой по численности населения город провинции.

## География
Город находится в северной части Бушира, на равнине Гермсир, на побережье Персидского залива, недалеко от административной границы с провинциями Хузестан и Кохгилуйе и Бойерахмед. Абсолютная высота — 0 метров над уровнем моря.
Бендер-Дейлем расположен на расстоянии приблизительно 135 километров к северо-западу от Бушира, административного центра провинции и на расстоянии 630 километров к юго-востоку от Тегерана, столицы страны.

## Население
На 2006 год население составляло 19 829 человек; в национальном составе преобладают персы и луры, в конфессиональном — мусульмане-шииты.